# Fábiánsebestyén
Fábiánsebestyén község Csongrád-Csanád vármegye Szentesi járásában, a megye északkeleti részén, Szentestől 16 kilométerre keletre.

## Fekvése
A Körös–Maros közén helyezkedik el, a Szentes, Orosháza és Szarvas városok által közrefogott háromszög közepe táján, bár a három közül Szenteshez van a legközelebb. Északról és nyugatról is szentesi külterületek határolják, további szomszédjai kelet felől Eperjes, délkelet felől Árpádhalom, dél felől pedig Nagymágocs.

### Megközelítése
Központján kelet-nyugati irányban a Gyomaendrőd-Szentes közt húzódó 4642-es út halad keresztül, szomszédai közül Eperjessel a 4403-as, Árpádhalommal a 4449-es út köti össze. A 4445-ös út a 45-ös főúttal köti össze, Szentes belterületének érintése nélkül, és egy szakaszon a közigazgatási határszélén halad el a 4402-es út is.
Vonattal a MÁV 147a számú (Szentes-Orosháza) vonalán érhető el. A vonalnak nem kevesebb mint hat megállási pontja volt a település területén – Szentes vasútállomás felől sorrendben Kórógy, Pusztatemplom, Fábiánsebestyéni csemetekert, Fábiánsebestyén, Mikeccsárda és Almáskert –, de az áthaladó járatok ma már legfeljebb csak Pusztatemplom mh.-nál és Fábiánsebestyén mh.-nál állnak meg. Ez utóbbi egyébként 2009-ig vasútállomásként üzemelt, innen ágazott ki az egykori Fábiánsebestyén–Árpádhalom-vasútvonal, amely 1972-ben szűnt meg.

## Története
Néveredete a 13. századbeli templomépítés hatására alakult, mikor a két védszent nevének összevonásával az ismeretlen pogány neve eltűnt, s keresztény néven lett ismeretes. (Szt. Fábián + Szt. Sebestyén)
Adataink szerint a hód-tavi csata után telepített kun falu volt. E nép a nagy pusztítás után saját területén a régi kiváltságait megtartva, kapitányok irányítása alatt élt és jobbágyi helyzetben az állattenyésztésen kívül földműveléssel is foglalkozott. Kunszállás jellegét megőrizte, mert fekvésénél fogva is abba a területsávba tartozott, amelyet Máma-homokjával (ma Máma-puszta) a tétényi országgyűlés (1279) után ismét kunokkal telepítettek be. Alárendelt szerepük a 15. században kezdődött. Mindenkor függetleníteni akarták magukat a vármegyei hatóságoktól és ez az oka egyrészt, hogy Fábiánsebestyén falu hol Csongrád, hol Békés és Heves vármegye tartozékaként szerepelt. A mohácsi vész előtt is feltűnik a neve, de már mint földművelő kunok falujáé.
A község első ismert birtokosa a Gutkeled nemzetségbeli Maróthi család volt. Maróthi János macsói bán Zsigmond királytól 1403-ban kapta meg a gyulai uradalmat, és ő építtette a gyulai várat. A Kórógy-ér partján templomot építtetett Szent Fábián és Szent Sebestyén vértanúk tiszteletére.
A 15. század második felében a Hunyadiak családi birtoka, amelyet Hunyadi János halála után Szilágyi Erzsébet örökölt. Mátyás király csak 1487 körül rendelkezett, hogy a családi birtokot fia számára megerősítse. Az 1490. júniusi budai országgyűlés által kijelölt birtokok közé tartozott Fábiánsebestyén is. Corvin János hűséges embereinek meg jutalmazására 1497-ben Gyula várának kötelékéből az enyingi Török családnak adományozta. A Török család eladta Porkoláb Mártonnak, akinek már 1504-ben birtokai között szerepel. A birtokszerzés, ami Porkoláb Mártonnak egész sor népes falut juttatott, királyi megerősítésre szorult. Ezért Porkoláb Márton királyi oklevelet eszközölt ki birtokaira, melyben Fábiánsebestyén is szerepel. Az oklevél kelte 1515 és a budai káptalan adta ki.
1542-ben Izabella királyné hűtlenség miatt Mágócsy Gáspárt (Porkoláb Márton fiát) megfosztotta birtokaitól. Ekkor veszett el számára Fábiánsebestyén, amelyet Izabella megbízottja, Mágócsy András kapott. Rövid idő múlva azonban visszanyerte jószágait, s a testvérek édesanyjuk halála után osztoztak birtokaikon. A családi birtokosztáskor már Csongrád vármegyei helységnek írják az előbbi évektől eltérően. Ebben az időben a Csanádi káptalannak is voltak itt kisebb birtokai.
Az 1552. évi török pusztítások érzékenyen érintették ezt az eléggé népes falut. Bár behódolt falu volt, 1559-ben is Gyula várának kellett adóznia. 1559-től Bornemissza Gergely foglalta el Mágócsy Gáspár birtokait, így a várhoz legközelebb eső Fábiánsebestyént is, amelyet későbben a gyulai várhoz csatolt. Mágócsy Gáspár – a kor szokásainak megfelelően – a protestantizmust kezdettől fogva rákényszerítette a jobbágyokra is. Különösen első neje, Patocs Anna révén terjesztette itt az új hitet. 
A török hűbérúr távolléte alatt szabadon garázdálkodtak a portyázó végvári katonák. A 17. században sok panaszt intéztek az erdélyi fejedelemhez, amelyekben a főkérés mindig oltalomlevél elnyerése volt. Így kapott védelmet Móricz Márton Báthory Gábor fejedelemtől a lippai és borosjenői várkapitányok zsarolásai ellen.
1621-ben Bethlen Gábor fejedelem hűtlensége miatt megfosztotta Móricz Mártont, birtokait Fizetés ellenében ruszkai Kornis Zsigmondnak adományozta. 1668-ban Kátay Ferenc kezén van, de mint örökös nélkül álló utolsó férfitag, eladta báró Keglevich Miklósnak 10.000 Ft-ért. 1682-ben már eladás folytán Bereczky Andrásnak is volt itt birtokrésze. 1728-ban Harruckern János kapta, ekkor Szegedhez tartozó puszta.
Az elpusztult község még 1852-ben is puszta. A helyén kialakult tanyás pusztaközség 1874-ben kisközséggé szerveződött.
Lakossága: 
- 1869-ben 784,
- 1880-ban 881,
- 1900-ban 1053,
- 1910-ben 1210 fő.

Vallás szerint 1890-ig a reformátusok voltak többségben.
A lakosság megélhetését mindenkor a mezőgazdaság biztosította, a két világháború között Rosenthal Adolf modernül felszerelt uradalmi birtoka működött itt. Az 1940-es években a magyar nép ízlését és a táj építészeti hagyományait őrző mintatervek alapján kezdődött a faluközpont kiépítése. Ma ennek egyedülálló nevezetessége a fából faragott szobrok parkja. A virágokkal díszített falu utcái, terei és lakói évente visszatérő programokkal várják a látogatókat: a május eleji Lovasnapok, az augusztusi Falunapok, az Almabál és a Búcsú. A Szentesi kistérséghez tartozó község jellegzetes alföldi táji környékén számos kirándulási lehetőség, látnivaló található: a középkori település Pusztatemplomának romja a községtől nyugatra 4 km-re a Kórógy-ér melletti dombon található, a népi építészeti emléket képviselő Cserna-féle szélmalom a Gádoros felé vezető út mentén megújult környezetben áll. A falu határában lévő vizek, tavak vonzzák a madárvilágot és a horgászokat. A falutól északra elterülő Cserebökényi puszták növény- és állatvilága a Körös–Maros Nemzeti Park védelme alatt áll. A határ kiváló lehetőséget nyújt lovaglásra, vadászatra (fácán, vadnyúl). A közeli települések nevezetességei: Nagymágocs és Derekegyház kastélya, Szentes termálfürdője és a Széchenyi-liget, a csongrádi Körös-torok, valamint Gyopárosfürdő pihenési lehetőségei, a szarvasi arborétum, Szarvas, Békésszentandrás és a Körös horgászvizei, -üdülői.

## Közélete

### Polgármesterei
| Név                  | Párt      | Terminus  | Megjegyzés / Források             |
| -------------------- | --------- | --------- | --------------------------------- |
| Csepregi Antalné     | KDNP      | 1990–1994 | Az 1990-es választási eredmények: |
| Dr. Kós György       | független | 1994–2024 | Az 1994-es választási eredmények: |
| Dr. Kós György       | független | 1994–2024 | Az 1998-as választási eredmények: |
| Dr. Kós György       | független | 1994–2024 | A 2002-es választási eredmények:  |
| Dr. Kós György       | független | 1994–2024 | A 2006-os választási eredmények:  |
| Dr. Kós György       | független | 1994–2024 | A 2010-es választási eredmények:  |
| Dr. Kós György       | független | 1994–2024 | A 2014-es választási eredmények:  |
| Dr. Kós György       | független | 1994–2024 | A 2019-es választási eredmények:  |
| Várdainé Antal Erika | független | 2024–     | A 2024-es választási eredmények:  |

## Népessége
A település népességének változása:
| Lakosok száma | 2080 | 2032 | 1970 | 1883 | 1846 | 1843 | 1834 |
|               | 2013 | 2014 | 2015 | 2021 | 2022 | 2023 | 2024 |

2001-ben a település lakosságának közel 100%-a magyar nemzetiségűnek vallotta magát.
A 2011-es népszámlálás során a lakosok 83,6%-a magyarnak, 1,1% németnek mondta magát (16,4% nem nyilatkozott; a kettős identitások miatt a végösszeg nagyobb lehet 100%-nál). A vallási megoszlás a következő volt: római katolikus 28,4%, református 7,9%, evangélikus 1,7%, felekezeten kívüli 33,8% (27,7% nem nyilatkozott).
2022-ben a lakosság 90,2%-a vallotta magát magyarnak, 0,5% cigánynak, 0,2% németnek, 0,1-0,1% lengyelnek, horvátnak, görögnek, örménynek, bolgárnak, ruszinnak, szlováknak és szlovénnek, 1,6% egyéb, nem hazai nemzetiségűnek (9,6% nem nyilatkozott; a kettős identitások miatt a végösszeg nagyobb lehet 100%-nál). Vallásuk szerint 24,3% volt római katolikus, 5,8% református, 1,5% evangélikus, 0,4% görög katolikus, 0,1% izraelita, 0,3% egyéb keresztény, 1,4% egyéb katolikus, 26,7% felekezeten kívüli (39,5% nem válaszolt).

## Nevezetességei
- Pusztatemplom-rom a Kórógy-ér partján
- Cserna-szélmalom
- Szoborpark
- Világháborús emlékmű
- 1985-ben gőzkitörés történt a település közelében.[16]

- Korábban többször adott otthont fogathajtó bajnokságoknak is.[17]